# Джек Фрост

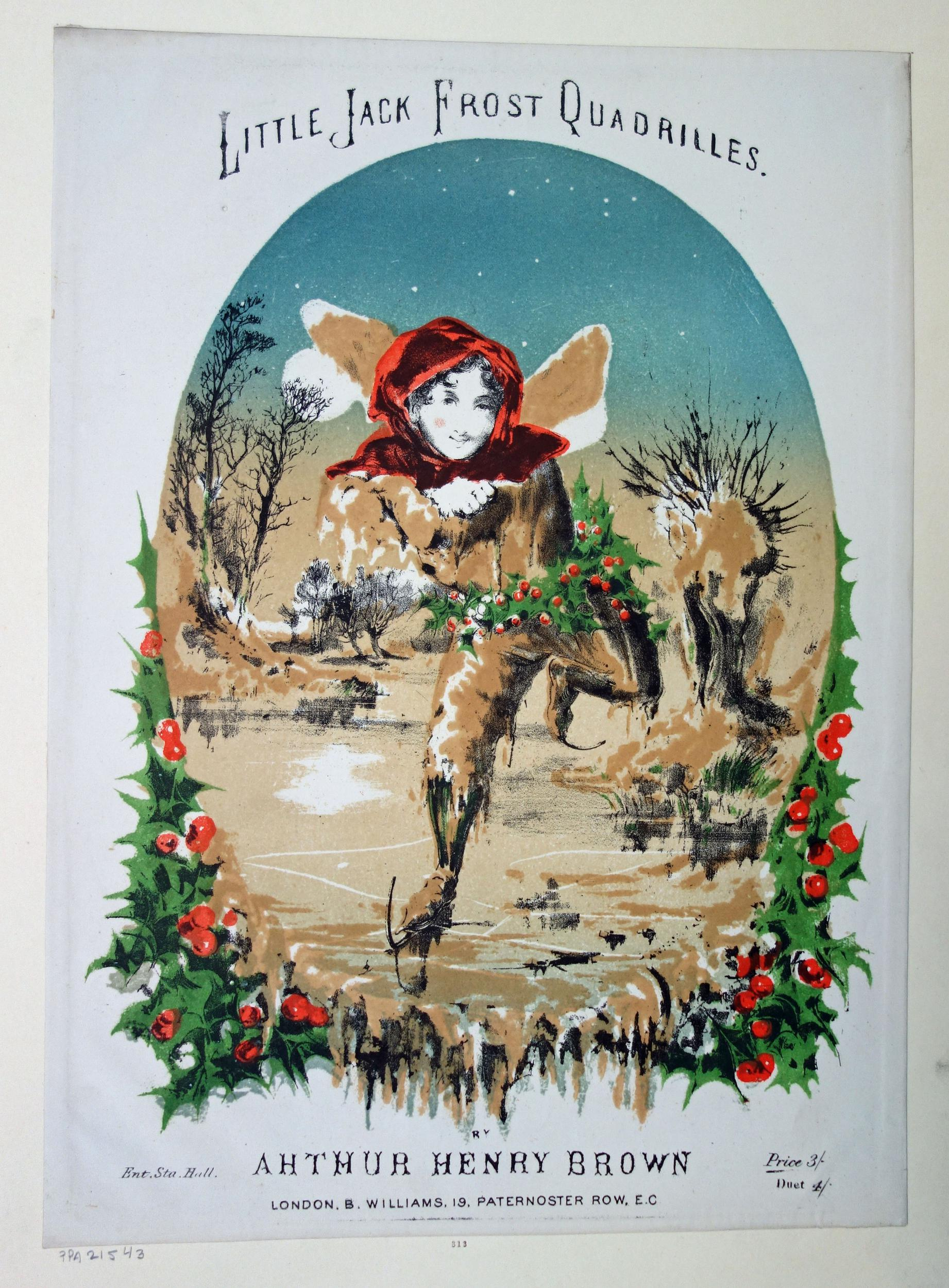
Джек Фрост на литографии XIX века

Джек Фрост или Ледяной Джек (англ. Jack Frost) — персонаж англо-саксонского и германо-скандинавского фольклора, олицетворяющий собой зиму и все её проявления — мороз, лёд, снег и холод. Согласно традициям, Джек Фрост оставляет морозные узоры на окнах холодным зимним утром и щиплет конечности в холодную погоду. Аналогичные персонажи есть и в других фольклорных преданиях народов Европы, например Мороз или Госпожа Метелица.

## Описание
Первоначальный образ пришел из скандинавской мифологии, где в преданиях викингов он упоминается как эльф, сын ветра Кари, Йокуль Фрости, что означает «ледяная сосулька». Его описывали как старика, но иногда как подростка или мужчину средних лет, при этом он был невидим для человека, никто не мог его коснуться или услышать. В основном дружелюбный и веселый персонаж, если его спровоцировать, мог убить своих обидчиков, засыпав их снегом.
Наиболее ранним из известных изображений персонажа является политическая карикатура Томаса Наста, опубликованная в 1861 году в газете «Harper’s Weekly», где генерал Джек Фрост замораживал малярию, распространявшуюся во время Гражданской войны в США. Несмотря на то, что легенда о Джеке Фросте не связана с христианством, он часто появляется в современной рождественской культуре, часто в качестве одного из членов свиты Санта-Клауса. Иногда его описывают или изображают с кистью и ведром, окрашивающим осеннюю листву в красный, жёлтый, коричневый и оранжевый цвета.
Самое раннее упоминание о Джеке Фросте в литературе содержится в книге «Вокруг нашего угольного костра, или Рождественские развлечения», опубликованной в 1734 году. В «Жизни и приключениях Санта-Клауса», написанной Л. Фрэнком Баумом в 1902 году, Джек Фрост был изображен как сын безымянного Короля Мороза, который получает удовольствие, покусывая носы, уши и пальцы ног. В комиксах, опубликованных «Timely Comics» (теперь «Marvel Comics») в 1941 году, Стэн Ли изобразил Джека Фроста ледяным супергероем, способным излучать лед и холод. В полнометражном анимационном фильме студии DreamWorks Animation «Хранители снов» Джек Фрост является центральным персонажем и изображён озорным подростком. Персонаж также фигурирует в рождественском фильме «Санта-Клаус 3» как злодей, стремящийся свергнуть Санта-Клауса.